# Estat Major de l'Armada (Espanya)
L'Estat Major de l'Armada Espanyola (EMA) és el grup d'oficials de l'Armada d'Espanya, enquadrats en la seva Caserna General, que compleixen tasques d'organització, operacions i logística.

## Història
Va ser creat com a Estat Major Central de l'Armada el 24 de desembre de 1902, per adequar l'organització del sistema de defensa a les exigències derivades dels avanç que s'havia experimentat la tecnologia militar. En desaparèixer el Ministeri de Marina en 1977, va quedar automàtica lligat al nou Ministeri de Defensa que va succeir a l'anterior. És l'òrgan encarregat de proporcionar assistència immediata al Ministre quant a organització, operacions i logística.
Les principals funcions són:
- Actuar com a principal òrgan de suport del Almirall Cap d'Estat Major de l'Armada (AJEMA).
- És responsable de proporcionar a l'AJEMA els elements de judici necessaris per fonamentar les seves decisions, traduir aquestes en ordres i vetllar pel seu compliment.
- La seva prefectura l'ostenta el Segon Cap de l'Estat Major de l'Armada que, sota la direcció del Cap d'Estat Major corresponent, exercirà l'organització, planificació, adreça, coordinació i control general de les activitats de l'Armada.
- L'Estat Major de l'Armada no està facultat per dur a terme accions de comandament, de gestió o executives.

## Almirall Cap d'Estat Major de l'Armada
- Prefectura de l'Estat Major de l'Armada